# Savo Mellini
Savo Mellini, även Savio Millini, född 4 juli 1644 i Rom, död 10 februari 1701 i Rom, var en italiensk kardinal och ärkebiskop. Andra kardinaler från familjen Mellini är Giovanni Battista Mellini, Giovanni Garzia Mellini och Mario Mellini.

## Biografi
Savo Mellini var son till Mario Millini och Ginevra di Neri Capponi. Han studerade vid La Sapienza i Rom, där han blev iuris utriusque doktor år 1663. Mellini prästvigdes 1668 och innehade mindre poster vid kurian under påvarna Alexander VII och Clemens IX. År 1675 utsågs han till påvlig nuntie i Spanien och kom att lösa flera tvister mellan Heliga stolen och den spanska kronan.
I juni 1675 utnämndes Mellini till titulärärkebiskop av Caesarea in Cappadocia och biskopsvigdes den 28 samma månad.
Den 1 september 1681 upphöjde påve Innocentius XI Mellini till kardinalpräst med Santa Maria del Popolo som titelkyrka. Han erhöll dock inte sin titelkyrka förrän 1686. År 1689 deltog han i konklaven, vilken valde Alexander VIII till ny påve. Samma år erhöll Mellini San Pietro in Vincoli som titelkyrka. Han deltog i konklaven 1691, som valde Innocentius XII till påve. Mellini tjänade som camerlengo från 1692 till 1693. År 1700 deltog Mellini i konklaven, där Clement XI valdes till Innocentius XII:s efterträdare.
Kardinal Mellini avled 1701 och är begravd i Cappella Mellini i basilikan Santa Maria del Popolo i Rom.

### Webbkällor
- ”MILLINI, Savo (1644–1701)” (på engelska). The Cardinals of the Holy Roman Church. Salvador Miranda. Arkiverad från originalet den 25 februari 2018. https://archive.today/20180225071327/http://webdept.fiu.edu/~mirandas/bios1681.htm%23Millini#Millini. Läst 25 februari 2018.
- ”Savo (Savio) Cardinal Millini (Mellini)” (på engelska). Catholic Hierarchy. Arkiverad från originalet den 25 februari 2018. https://archive.today/20180225071459/http://www.catholic-hierarchy.org/bishop/bmillini.html. Läst 25 februari 2018.
- Tabacchi, Stefano (2009). ”MELLINI, Savo” (på italienska). Dizionario Biografico degli Italiani – Volume 73. Treccani. Arkiverad från originalet den 25 februari 2018. https://archive.today/20180225074346/http://www.treccani.it/enciclopedia/savo-mellini_(Dizionario-Biografico)/. Läst 25 februari 2018.